# La spada di Hok
La spada di Hok  (Hawk the Slayer) è un film del 1980 diretto da Terry Marcel.
I protagonisti della pellicola sono John Terry e Jack Palance.

## Trama
Il malvagio Voltan uccide suo padre quando quest'ultimo si rifiuta di consegnarli l'ultima "pietra elfica della mente". Prima di morire, il vecchio dà al suo figlio più giovane Hawk una spada con il manico a forma di pugno e la pietra elfica incastonata in esso, in modo che risponda ai comandi mentali di Hawk. Dopodiché Hawk giura di vendicare il padre uccidendo Voltan.
La malvagità di Voltan tocca l'intero paese: un uomo chiamato Ranulf giunge a un convento. Questi dice alle suore che Voltan ha distrutto il suo villaggio, uccidendo donne e bambini. Ranulf è ferito nell'attacco e viene curato dalle suore, che non possono fare nulla per la sua mano. Voltan fa irruzione nel convento e fa prigioniera la badessa, chiedendo una grossa somma di denaro in cambio della sua libertà. L'abate manda Ranulf alla ricerca di qualcuno che possa aiutarli.
Hawk incontra Ranulf grazie all'aiuto di una maga che ha salvato da uomini che volevano bruciarla per stregoneria. Ranulf è stato catturato da dei briganti, ma viene liberato da Hawk. Lo stesso convince Hawk a salvare la badessa. Dopo un viaggio lungo e pericoloso, Hawk ritrova i suoi vecchi amici: Gort, un gigante armato di mazza; Crow, un elfo taciturno armato di arco e frecce; e Baldin, un nano spiritoso che usa la frusta. I cinque eroi arrivano al convento, salvando le suore ed escogitano un modo per tendere una trappola a Voltan. Successivamente rubano una grande quantità di oro da uno schiavista, che servirà a pagare il riscatto.
Hawk dubita che Voltan libererà la badessa una volta pagato il riscatto. Racconta che Voltan aveva ucciso sua moglie Elaine. Hawk e i suoi compagni decidono allora di andare a salvare la badessa, ma falliscono. Hawk uccide Drogo, il figlio di Voltan, che aveva lo attaccato al convento. Furioso, Voltan si scontra con gli eroi in una battaglia finale al convento. Una suora traditrice aiuta Voltan a catturare gli eroi, e Voltan la ripaga uccidendola. Con l'aiuto della maga, gli eroi riescono a fuggire, ma Baldin rimane ferito mortalmente.
Nella lotta successiva, Hawk uccide finalmente Voltan e la badessa è salva. Una malvagia creatura decide di resuscitare Voltan, dicendo che ha ancora bisogno di lui. Ascoltando i consigli della maga, Hawk e Gort vanno a sud per continuare la loro lotta contro il male.